# Skipton Castle

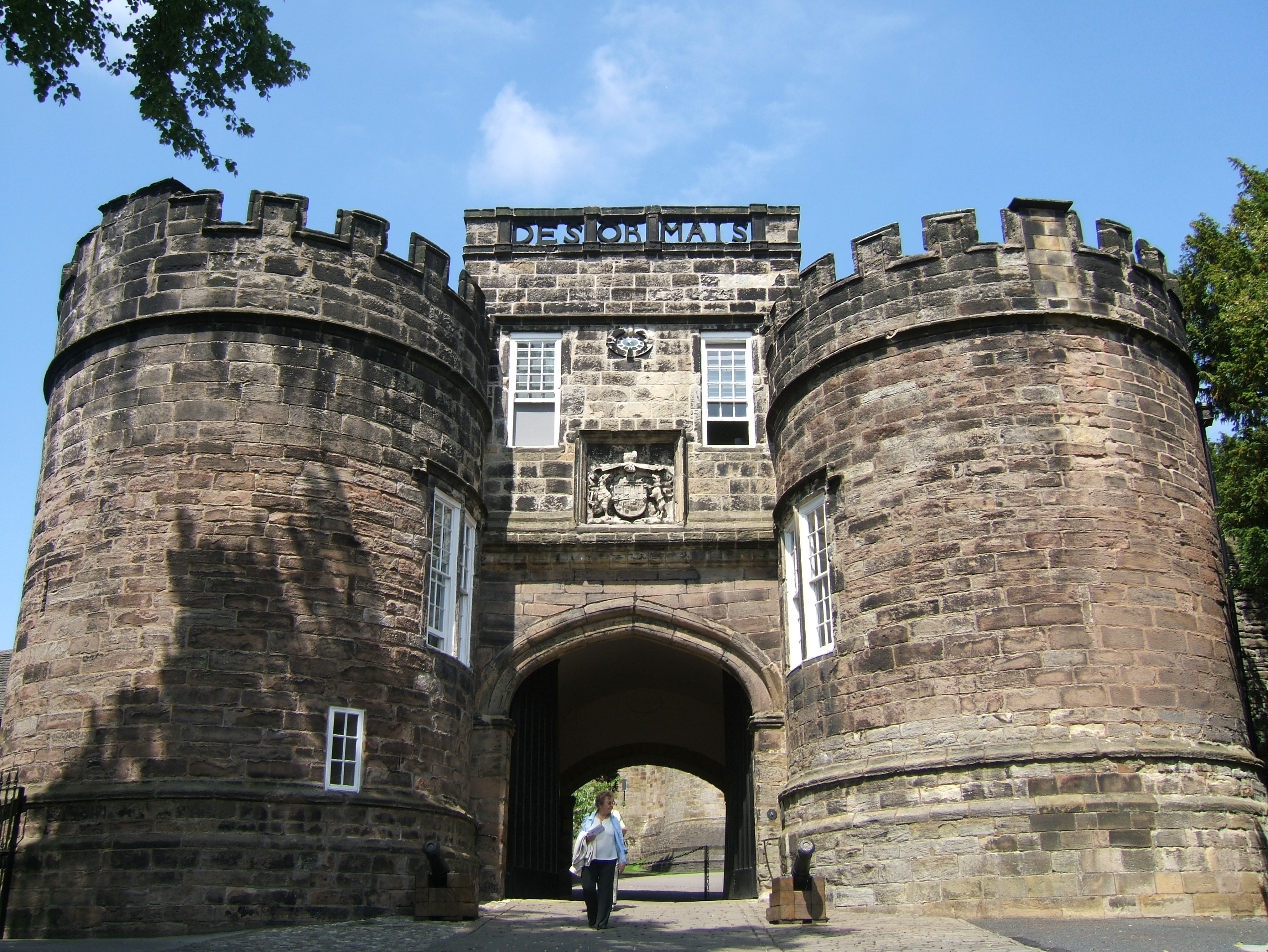
Torhaus von Skipton Castle

Skipton Castle ist eine mittelalterliche Burg in Skipton in der englischen Verwaltungseinheit North Yorkshire. Sie entstand 1090 auf Geheiß von Robert de Romille, einem normannischen Baron, und blieb über 900 Jahre bis heute erhalten.

## Geschichte
Die Burg entstand ursprünglich als Motte. Ihr Erbauer, Robert de Romille, war Herr über verschiedene Anwesen in Bolton Abbey. Kurz nach 1102 belehnte König Heinrich I. Romille mit weiteren Ländereien in Upper Wharferdale und Upper Airdale. Die Burg aus Erde und Holz wurde durch eine aus Stein ersetzt, die den Angriffen der Schotten widerstehen konnte. Die Klippen hinter der Burg, die zum Eller Beck hin abfallen, machten die Burg gut verteidigbar. Die Romille-Linie starb aus und 1310 gab König Eduard II. die Burg Robert Clifford zu Lehen, der zum Lord von Skipton und Wächter von Craven ernannt wurde. Robert Clifford ließ die Befestigungen der Burg mannigfach ausbauen, starb aber 1314 in der Schlacht von Bannockburn, kaum dass die Ausbauten fertig waren.
Im englischen Bürgerkrieg war die Burg bis Dezember 1645 die einzige Stellung der Royalisten im Norden Englands. Nach drei Jahren Belagerung handelten die Royalisten 1645 eine Übergabe mit Oliver Cromwell aus. Cromwell befahl den Abriss der Dächer der Burg. Eine Legende will wissen, dass während der Belagerung Schaffelle über die Burgmauern gehängt wurden, um die Einschlag der Kanonenkugeln zu dämpfen. Diese Schaffelle tauchen auch im Wappen der Stadt Skipton auf.
Lady Anne Clifford (1590–1676) war die letzte Clifford, der die Burg gehörte. Nach der Belagerung ordnete sie Reparaturen an und ließ einen Eibenbaum im mittleren Hof pflanzen, um an die Reparaturen nach dem Krieg zu erinnern.
Heute ist Skipton Castle immer noch gut erhalten und dient als Touristenattraktion und privates Wohngebäude.

## Konstruktion
Die Burg hat sechs Wehrtürme. Zwischen zwei Türmen auf der Nordseite befinden sich die Wohnquartiere, die durch den Abgrund über dem Eller Beck geschützt sind. Im Obergeschoss befinden sich die ursprüngliche Küche, der Rittersaal, die Salons und die Schlafkammer des Lords. Neue Küchen, Lagerräume und Arbeitskeller sind im Erdgeschoss untergebracht. Die weiteren Türme sind militärischer Natur und dienten militärischen Zwecken. Im 16. und 17. Jahrhundert wurden eine neue Eingangstreppe (als Ersatz für die alte Zugbrücke), ein weiterer Wohnflügel und größere Fenster in die ursprüngliche Struktur eingefügt. Die Dächer sind vollkommen intakt. 1626 installierte Isaac de Caus eine Grotte, die jedoch im englischen Bürgerkrieg stark beschädigt wurde. In der Mitte der Burg befindet sich ein Hof im Tudorstil, der Conduit Court, in dessen Mitte eine Eibe – angeblich von Lady Anne Clifford 1659 – eingepflanzt ist.
Die äußere Kurtine schließt die inneren Höfe und die Nebengebäude ein, auch die Ruinen der Kapelle aus dem 12. Jahrhundert. Die Burgmauer ist größtenteils erhalten, aber vom doppeltürmigen normannischen Torhaus durchbrochen. Der Ostturm des Torhauses beherbergt eine Muschelgrotte aus dem 17. Jahrhundert, eine von zwei heute noch erhaltenen Muschelgrotten aus dieser Zeit. (Die andere befindet sich in Woburn Abbey.)

## Galeriebilder

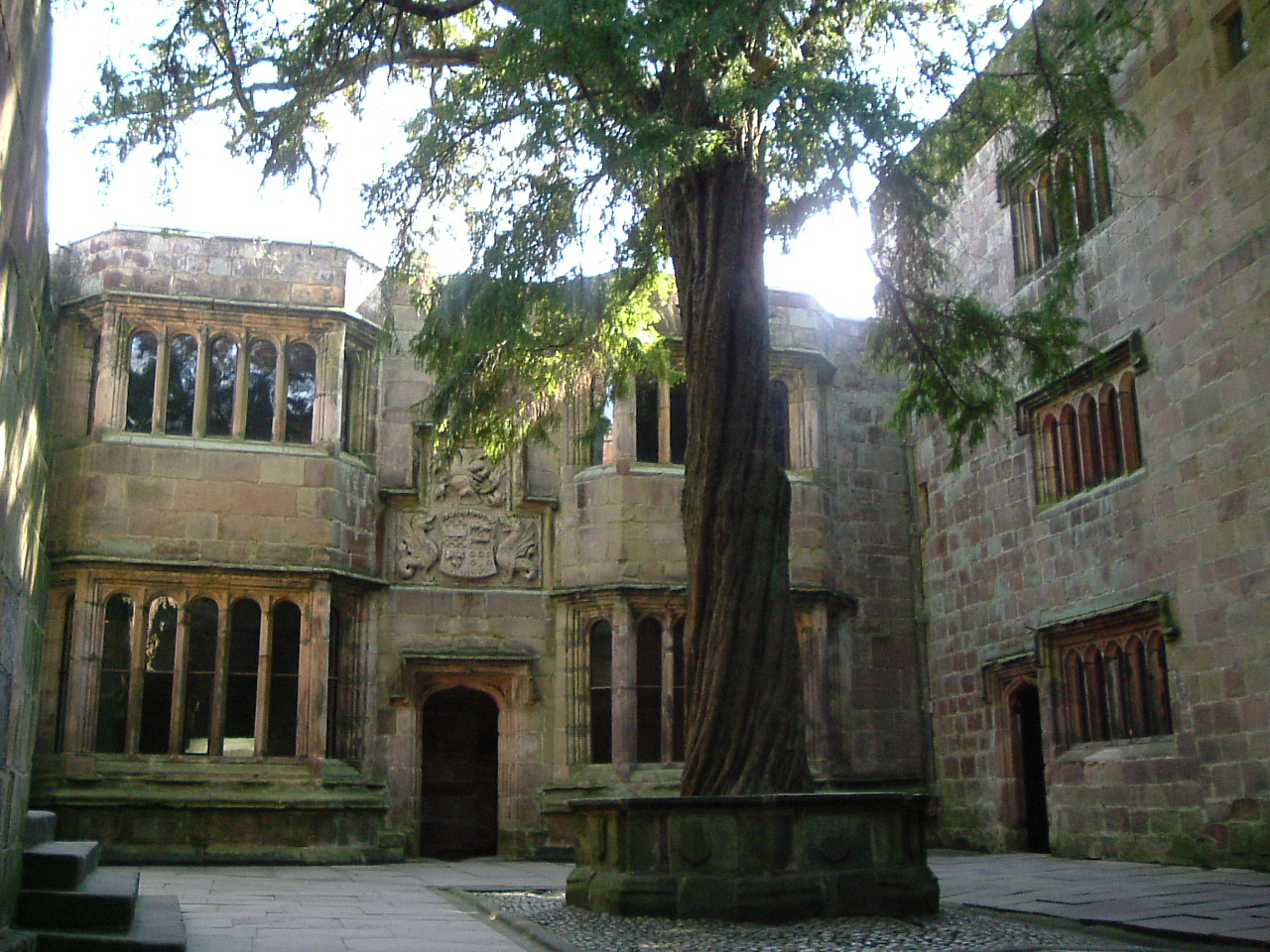
Conduit Court
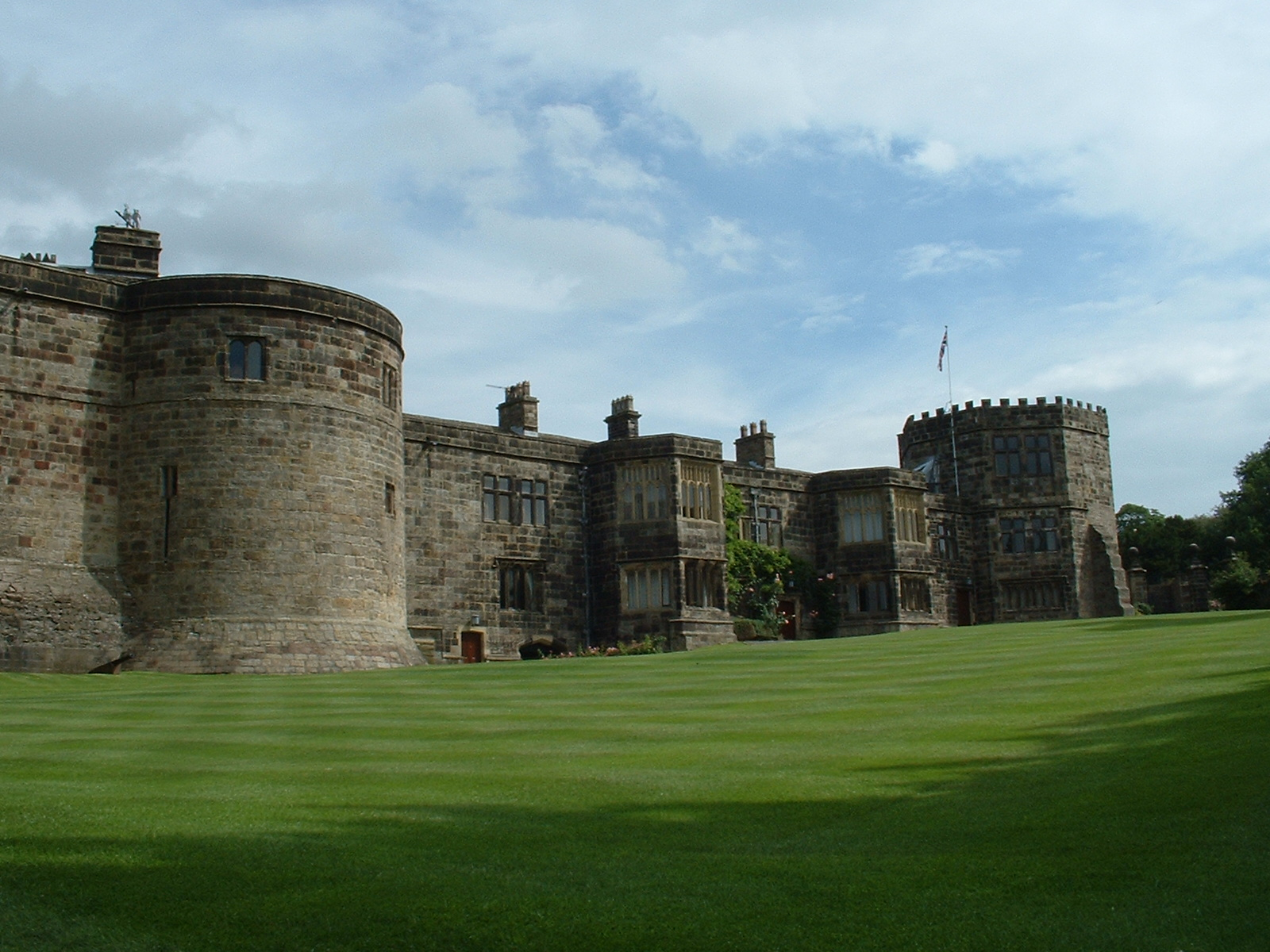
Wohnquartiere der Burg
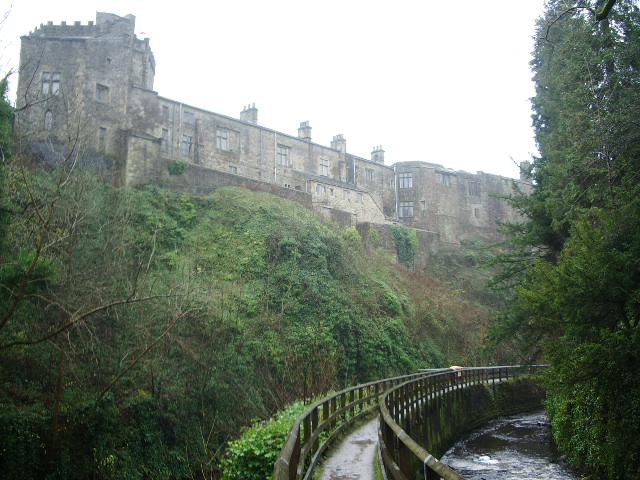
Skipton Castle von hinten
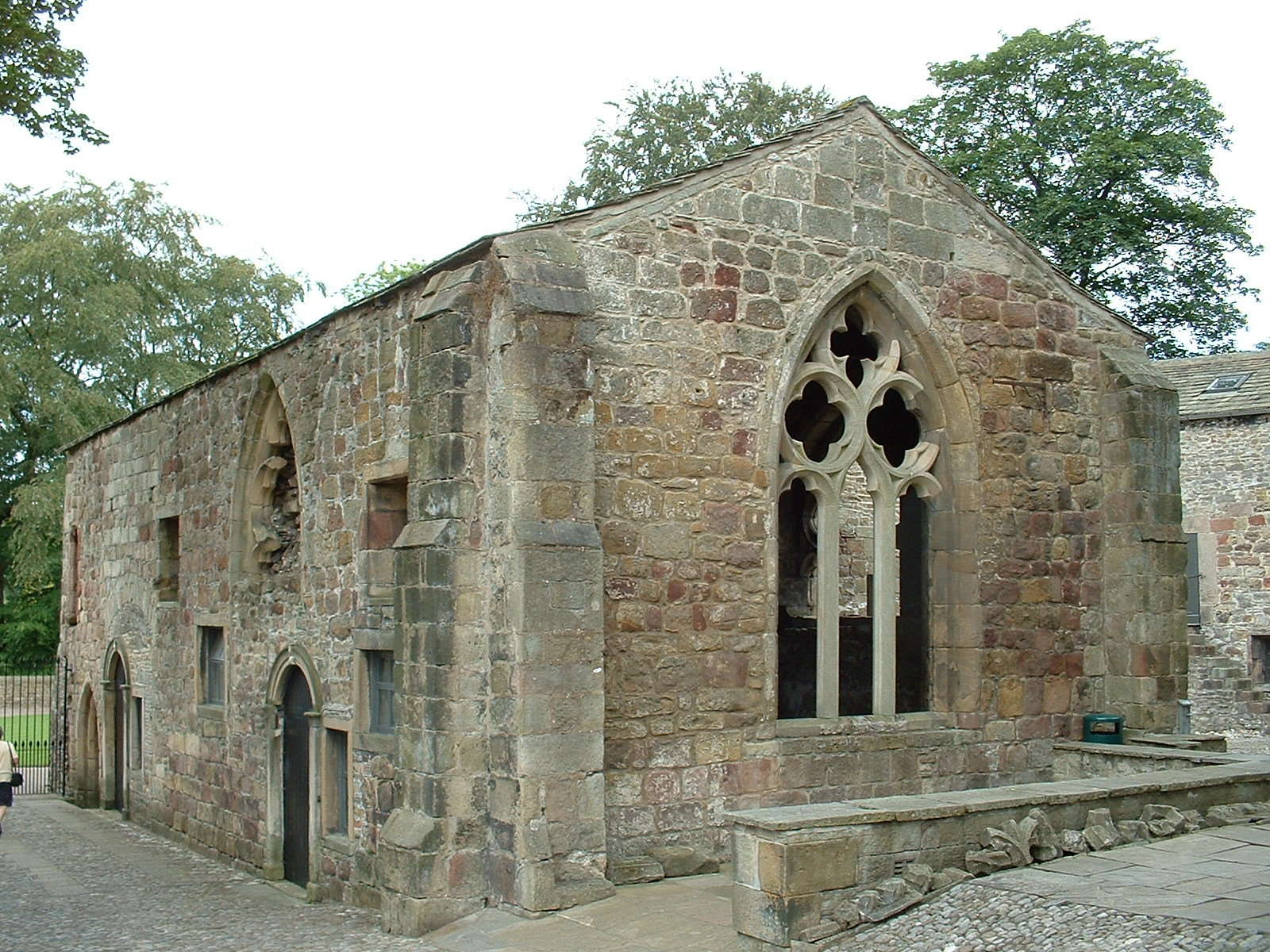
Ruine der Kapelle aus dem 12. Jahrhundert